# Martin Shakar
Martin Shakar est un acteur américain, né le 1er janvier 1940 à Détroit (Michigan, États-Unis).

## Filmographie

### Cinéma
- 1976 : Blood Bath
- 1977 : La Fièvre du samedi soir (Saturday Night Fever) : Frank Manero Junior
- 1980 : De si gentils petits… monstres ! (The Children) : John Freemont
- 1983 : Avis de recherche (Without a Trace) de Stanley R. Jaffe : officier de police
- 1984 : Over the Brooklyn Bridge : Banker
- 1985 : Invasion USA de Joseph Zito : Adams
- 1989 : Signs of Life de John David Coles (en) : M. Castanho
- 1994 : Fresh : Détective Abe Sharp
- 1998 : Sonia Horowitz, l'insoumise (A Price Above Rubies) : M. Berman
- 1998 : Urban Jungle (Hell's Kitchen) : Warden
- 2003 : Filles de bonne famille (Uptown Girls) : M. Feldman
- 2004 : Push : Walter
- 2005 : It's About Time : Père
- 2007 : The Last New Yorker (en) : Sal
- 2007 : Against the Current (en)
- 2015 : Intrusion

### Télévision
- 1978 : The Dark Secret of Harvest Home : David Adwell
- 1979 : You Can't Go Home Again
- 1979 : Déchirée entre deux amours (Torn Between Two Lovers) : Frank Conti
- 1985 : Kojak: The Belarus File : Assistant D.A.
- 1987 : Kojak: The Price of Justice : Arnold Nadler